# Márkus Béla
Márkus Béla (Bükkaranyos, 1945. december 11. –) Széchenyi-díjas magyar irodalomtörténész, kritikus. Az irodalomtudományok kandidátusa (1987).
Kutatási területe a XX. századi magyar irodalom, valamint a kisebbségi és nemzetiségi magyar irodalom.

## Életpályája
Szülei Márkus József és Máté Mária. Mezőkövesden érettségizett. Tanulmányait a Kossuth Lajos Tudományegyetem Bölcsészettudományi Karának magyar-népművelés szakán végezte el 1965–1970 között. 1970–1974 között a Hajdú-Bihari Napló munkatársa volt. 1972-ben elvégezte a MÚOSZ Újságíró Iskolát. 1974–1978 között az Alföld olvasószerkesztője, 1978–1990 között főszerkesztő-helyettese, 1990–1992 között pedig főszerkesztője volt. 1993-tól a Kossuth Lajos Tudományegyetem Modern magyar irodalom tanszék docense. 2001-ben habilitált a Debreceni Egyetemen.

### Tagságai
1992–2005 között az Anyanyelvi Konferencia Választmányának tagja volt. 1994–2005 között a Magyar Nyelv és Kultúra Nemzetközi Társaságának választmányi tagja volt. 1998–2001 között a Nemzeti Kulturális Alap folyóirat-kuratóriumi tagja volt. 1998–2002 között a Magyar Akkreditációs Bizottság, Kommunikációs-Média Albizottság tagja volt. 2002–2004 között az Oktatási Minisztérium Kollégiumi Bizottságának tagja volt.

## Magánélete
1969-ben házasságot kötött Cs. Nagy Ibolyával. Három gyermekük született; Katalin (1972), Balázs (1974) és Ágnes (1980).

## Művei
- Magányos portyázók (1989)
- Átdolgozások kora. Sarkadi Imre és a sematizmus; Kossuth Egyetemi, Debrecen, 1996 (Csokonai könyvtár)
- A betokosodott kudarc (1996)
- Démonokkal csatázva (1996)
- Irodalom, politika, élet (1945–1979) (1997)
- Nem dolgunk feledni. (Röp)dolgozatok az újabb magyar irodalomról; Kráter Műhely Egyesület, Pomáz, 2000 (Teleszkóp)
- Pokolraszállás. Sarkadi Imre emlékezete (szerkesztő, 2001)
- Magyar novella (2001)
- Külön sors – külön irodalom (2002)
- Tanulmányok Szilágyi Istvánról (szerkesztő, 2003)
- Tanulmányok Kányádi Sándorról (szerkesztő, 2004)
- Tények és képzetek (2005)
- Lélektől lélekig. In memoriam Tóth Árpád (szerkesztő, 2006)
- Fáklya volt a kezemben. In memoriam Móricz Zsigmond (szerkesztő, 2007)
- A magyarkanizsai írótábor antológiája (2003–2007) (2008)
- Dobos László élete és műve; Madách-Posonium, Pozsony, 2010 (Íróportrék)
- Mennyei elismervény. Esszék, tanulmányok; Nap, Bp., 2010 (Magyar esszék)
- Ágh István; MMA, Bp., 2015 (Közelképek írókról)
- Szólamból szólamra; Nemzeti Kultúráért és Irodalomért Alapítvány–Hitel Könyvműhely, Bp., 2017
- Gál Sándor; MMA, Bp., 2017 (Közelképek írókról)
- Szilágyi István; MMA, Bp., 2018 (Közelképek írókról)
- Cseres Tibor; MMA, Bp., 2022 (Közelképek írókról)

## Díjai, kitüntetései
- Szocialista Kultúráért (1980)[2]
- Soros-ösztöndíj (1991)
- Darvas József-díj (1995)
- Kölcsey-díj (1995)
- Táncsics Mihály Alapítvány kritikusi díja (1996)
- József Attila-díj (1997)
- Petőfi Sándor Sajtószabadság-díj (1997)
- Széchenyi professzor ösztöndíj (1999–2003)
- Pro Literatura díj (2005)
- Tamási Áron-díj (2007)
- Hídverő-díj (2008)
- Széchenyi-díj (2015)
- A Magyar Érdemrend parancsnoki keresztje (2025)